# ذي وين (البيضاء)

تعديل مصدري - تعديل

ذي وين هي إحدى قرى عزلة ال اللبني بمديرية البيضاء التابعة لمحافظة البيضاء، بلغ تعداد سكانها 715 نسمة حسب تعداد اليمن لعام 2004.